# Volker Schumpelick
Volker Schumpelick (* 12. Oktober 1944 in Jena; † 17. Januar 2022 in Hamburg) war ein deutscher Chirurg und Hochschullehrer. Er war  Direktor der Chirurgischen Universitätsklinik der RWTH Aachen.

## Leben

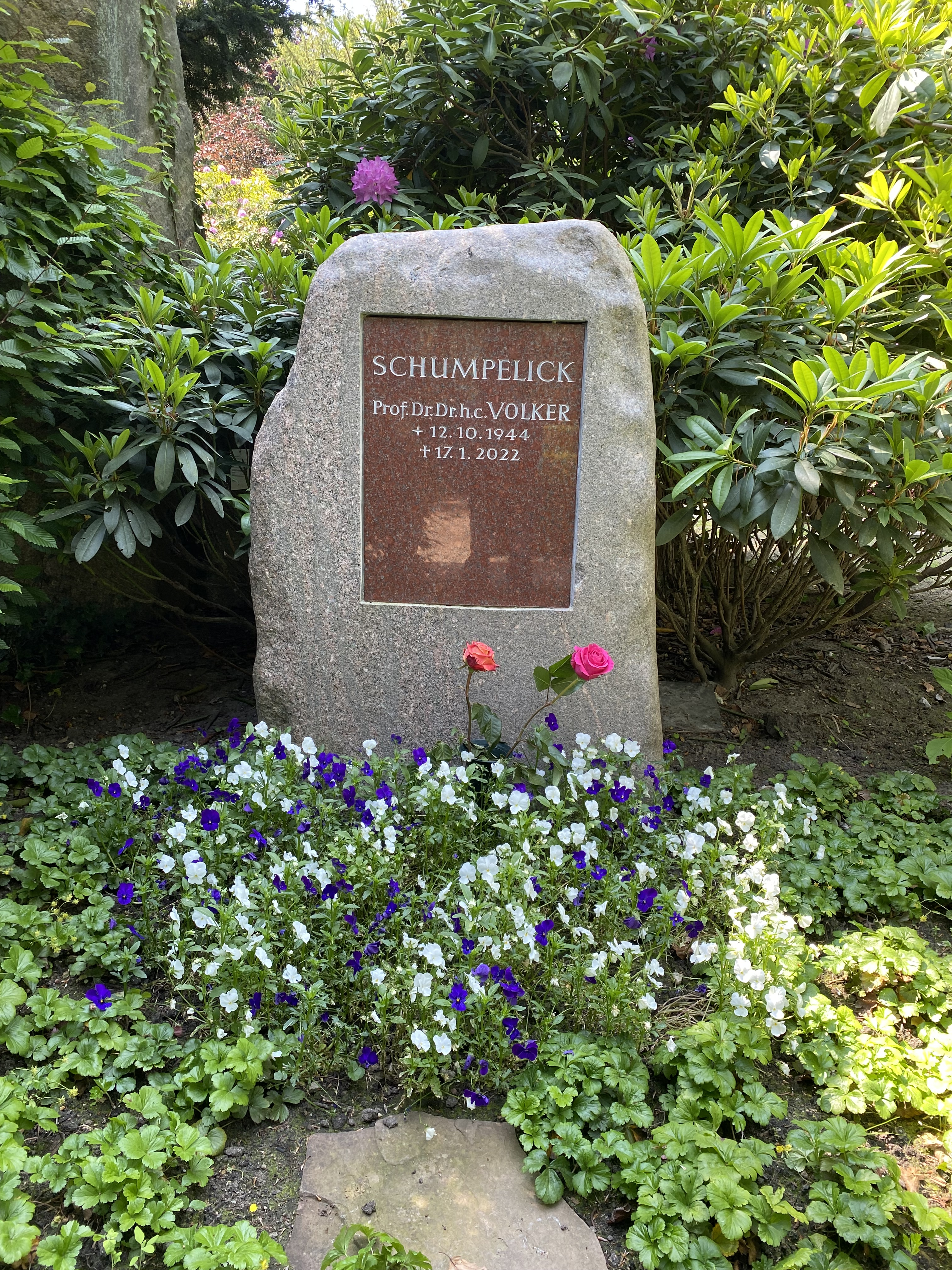
Grabstätte auf dem Nienstedtener Friedhof

Ab 1965 studierte er an der Ludwig-Maximilians-Universität München, der Freien Universität Berlin, der Universität Hamburg, der Georg-August-Universität Göttingen und in New York City Medizin. Er bestand das Staatsexamen 1970 in Hamburg und wurde dort im August 1971 promoviert. 1978 habilitierte er sich bei Hans-Wilhelm Schreiber über die chirurgische Behandlung des gastroduodenalen Stressulkus. Zum 1. Dezember 1985 übernahm er den Lehrstuhl für Chirurgie am Universitätsklinikum Aachen. Am 28. Februar 2010 wurde er emeritiert.
2008/09 war er Präsident der Deutschen Gesellschaft für Chirurgie. Er verfasste  zahlreiche Lehrbücher und 65 in PubMed gelistete  Publikationen. Er ist maßgeblich beteiligt an der  Gesprächsreihe „Medizin-Ethik-Recht“ der Konrad-Adenauer-Stiftung in Cadenabbia. Seit 2010 hat er drei Bände mit Patientenanekdoten unter dem Titel Unterm Messer und einen Band Kongressgeschichten veröffentlicht.

„Ich habe meinen Vortrag Viertel vor Elf begonnen und war um 11.30 Uhr nach 20 Minuten pünktlich fertig.“

International bedeutend waren die fünf von ihm begründeten und organisierten Suvretta-Meetings zum Thema des State of the Arts in der Hernienchirurgie von 1994 bis 2008. Seit 2013 war er Präsident der Europäischen Herniengesellschaft (EHS).
Zu seinen Habilitanden gehörte etwa der Allgemein- und Viszeralchirurg Ekkehard Schippers (1992).
Schumpelick hinterließ seine Frau Gabriele Schumpelick, geborene Dilthey, und den Sohn Felix Cornelius. Die Trauerfeier fand am 28. Januar 2022 in der Nienstedtener Kirche statt.

## Ehrungen
- Hermann-Kümmell-Preis (1975)
- Preis der Hamburgischen Wissenschaftlichen Stiftung 1975 (Kurt-Hartwig-Siemers-Wissenschaftspreis)
- Dr.-Martini-Preis (1978)
- Ehrendoktor der Allunions-Universität Moskau, 24. Januar 1994
- Erich-Lexer-Preis (2003)
- Volkmann-Medaille (2010)
- Karl-Schuchardt-Medaille (2011)
- Karl Schuchardt Büste (2013, für sein Lebenswerk)

## Veröffentlichungen (Auswahl)
- mit Niels M. Bleese, Ulrich Mommsen: Chirurgie. Lehrbuch für Studenten. Enke, Stuttgart 1986; 8. Auflage: Kurzlehrbuch Chirurgie. Thieme, Stuttgart 2010, ISBN 978-3-13-127128-0.
- Operationsatlas Chirurgie. Thieme, Stuttgart 1997, ISBN 3-432-27261-8; 4. Auflage, mit Reinhard Kasperk, Michael Stumpf: Thieme, Stuttgart 2013, ISBN 978-3-13-140634-7.
- Pouch. Springer, Berlin 1998, ISBN 3-540-64058-4.
- Hernien. Thieme, Stuttgart 2000, ISBN 3-13-117364-5; 5., vollständig überarbeitete Auflage. Thieme, Stuttgart 2015, ISBN 978-3-13-117365-2.
- Hernia Repair Sequelae. Springer, Heidelberg 2010, ISBN 978-3-642-04552-3.
- Medizin nach Maß. Herder, Freiburg 2011, ISBN 978-3-451-30524-5.
- Gastroenterologische Chirurgie. Springer, Heidelberg 2011, ISBN 978-3-642-14222-2.
- Kurzatlas Chirurgie. Stuttgart 2012, ISBN 978-3-13-164801-3.
- Unterm Messer – Patienten in der Chirurgie. Kaden, Heidelberg 2012, ISBN 978-3-942825-09-2 (Geschichten- und Sachbuch).
- Gesundheitssystem im Umbruch. Herder, Freiburg 2012, ISBN 978-3-451-30649-5.
- Unterm Messer II – weitere Anekdoten aus der Chirurgie. Kaden, Heidelberg 2013, ISBN 978-3-942825-13-9.
- Demographischer Wandel und Gesundheit.  Herder, Freiburg 2014, ISBN 978-3-451-33333-0.
- Unterm Messer III – Neue Patientengeschichten aus der Chirurgie. Kaden, Heidelberg 2014, ISBN 978-3-942825-16-0.
- Kongressgeschichten – Wenn Ärzte reisen und tagen.  Kaden, Heidelberg 2015, ISBN 978-3-942825-32-0.
- Hernia Repair Sequele. Springer, Heidelberg 2015, ISBN 978-7-5091-8266-6 (Chinesisch).
- Auf Kongressreisen. Kaden, Heidelberg 2016, ISBN 978-3-942825-44-3.
- Im OP, Geschichten aus dem Innersten der Chirurgie. Kaden, Heidelberg 2017, ISBN 978-3-942825-63-4.
- mit Georg Arlt, Joachim Conze, Karsten Junge: Hernia Surgery. Thieme, Stuttgart 2019, ISBN 978-3-13-240551-6.

## Herausgeber
- Der Chirurg
- Langenbeck’s Archives of Surgery
- Acta Chirurgica Austriaca
- Hernia
- Surgery

## Ehrenmitgliedschaften
- Vereinigung Niederrheinisch-Westfälischer Chirurgen
- Vereinigung Norddeutscher Chirurgen
- Türkische Chirurgengesellschaft
- Royal College of Physicians and Surgeons of Glasgow
- Deutsche Herniengesellschaft
- Österreichische Gesellschaft für Chirurgie
- Asian Pacific Hernia Society
- Senator der Deutschen Gesellschaft für Chirurgie